# Dazabuwir
Dazabuwir, dasabuwir (łac. dasabuvirum) – wielofunkcyjny organiczny związek chemiczny, analog nukleozydu, prolek stosowany w leczeniu wirusowego zapalenia wątroby typu C w skojarzeniu z innymi lekami przeciwwirusowymi.

## Mechanizm działania
Dazabuwir hamuje białko NS5B, RNA-zależnej polimerazy RNA, uniemożliwiając replikację wirusa zapalenia wątroby typu C.

## Zastosowanie
- przewlekłe wirusowe zapalenie wątroby typu C u dorosłych w skojarzeniu z innymi lekami przeciwwirusowymi

Dazabuwir znajduje się na wzorcowej liście podstawowych leków Światowej Organizacji Zdrowia (WHO Model Lists of Essential Medicines) (2017). Jest dopuszczony do obrotu w Polsce (2018).

## Działania niepożądane
Nie są znane działania uboczne dazabuwiru w monoterapii, natomiast działaniami ubocznymi dazabuwiru w terapii skojarzonej z ombitaswirem, parytaprewirem, rytonawirem oraz rybawiryną występującymi u ponad 10% pacjentów były zmęczenie oraz nudności i bezsenność. Działaniem ubocznym u ponad 1% pacjentów leczonych kombinacją dazabuwiru z ombitaswirem, parytaprewirem i rytonawirem z rybawiryną lub bez niej świąd.